# Новочершилинское сельское поселение
Новочершилинское се́льское поселе́ние — муниципальное образование в Лениногорском районе Татарстана Российской Федерации.
Административный центр — посёлок Новочершилинский.

## История
Статус и границы сельского поселения установлены Законом Республики Татарстан от 31 января 2005 года № 34-ЗРТ «Об установлении границ территорий и статусе муниципального образования „Лениногорский муниципальный район“ и муниципальных образований в его составе».
Законом Республики Татарстан от 22 мая 2010 года № 25-ЗРТ, 28 мая 2010 года входивший в состав Письмянского сельского поселения посёлок Александровка был отнесён в состав Новочершилинского сельского поселения.

## Население
| 2010 | 2011 | 2012 | 2013 | 2014 | 2015 | 2016 |
| ---- | ---- | ---- | ---- | ---- | ---- | ---- |
| 608  | ↘605 | ↘579 | ↘561 | ↘544 | ↘526 | ↘511 |
| 2017 | 2018 |      |      |      |      |      |
| ↘499 | ↘487 |      |      |      |      |      |

## Состав сельского поселения
| № | Населённый пункт | Тип населённого пункта          | Население |
| - | ---------------- | ------------------------------- | --------- |
| 1 | Александровка    | посёлок                         |           |
| 2 | Алёшкино         | село                            |           |
| 3 | Валеевский       | посёлок                         |           |
| 4 | Горкино          | село                            |           |
| 5 | Кузайкино        | село                            |           |
| 6 | Новочершилинский | посёлок, административный центр |           |
| 7 | Сергеевка        | село                            |           |